# チェルヴァーラ・ディ・ローマ
チェルヴァーラ・ディ・ローマ（伊: Cervara di Roma）は、イタリア共和国ラツィオ州ローマ県にある、人口約460人の基礎自治体（コムーネ）。

## 地理

### 位置・広がり
ローマ県東部のコムーネ。

#### 隣接コムーネ
隣接するコムーネは以下の通り。括弧内のAQはラクイラ県所属を示す。
- アーゴスタ
- アルソリ
- カメラータ・ヌオーヴァ
- マラーノ・エークオ
- ロッカ・ディ・ボッテ (AQ)
- スビアーコ

### 気候分類・地震分類
チェルヴァーラ・ディ・ローマにおけるイタリアの気候分類 (it) および度日は、zona F, 3134 GGである。
また、イタリアの地震リスク階級 (it) では、zona 2B (sismicità media) に分類される。

## 歴史
チェルヴァーラの経済見通しは、近年明るくなった。"centro storico"の丘の上は、作家や芸術家の憩いの場となった。2007年夏にアーカンソー大学が、建築と自由芸術の学生のために、学習センターをオープンさせた。このセンターはローマ大学の建築や人間科学のためのセンターと提携予定である。 

## 人口
チェルヴァーラの人口は第二次世界大戦後、一定の割合で減り続けた。住人が農業を辞めて、近くのローマに仕事を求めたからである。コムーネの人口の約75%は60歳以上の老人である。

## 行政

### 山岳部共同体
広域行政組織である山岳部共同体「アニェーネ山岳部共同体」 (it:Comunità montana dell'Aniene) （事務所所在地: アーゴスタ）に属する。

### 分離集落
チェルヴァーラ・ディ・ローマには、以下の分離集落（フラツィオーネ）がある。
- Campaegli, Falconare, Le Selve, Maddalena, Madonna della Pace